# Ildikó Bóbis
Ildikó Bóbis, född den 5 september 1945 i Budapest, Ungern, är en ungersk fäktare som tog OS-brons i damernas lagtävling i florett i samband med de olympiska fäktningstävlingarna 1976 i Montréal.